# Lovîn, Ripkî
Lovîn (în ucraineană Ловинь) este o comună în raionul Ripkî, regiunea Cernihiv, Ucraina, formată numai din satul de reședință. În secolul al XIX-lea, satul făcea parte din volostul Iarîlovîci, uezdul Horodnea.

## Demografie
Componența lingvistică a comunei Lovîn
     Ucraineană (98,05%)
     Rusă (1,73%)
     Alte limbi (0,22%)
Conform recensământului din 2001, majoritatea populației comunei Lovîn era vorbitoare de ucraineană (98,05%), existând în minoritate și vorbitori de rusă (1,73%).